# Incze János (festő)
Incze János (Szinérváralja, 1909. október 19. – Dés, 1999. február 3.) erdélyi magyar grafikus és festő.

## Életpályája
Négy gimnáziumi osztályt a szatmári Eminescu Líceumban végzett, 1924-ben érettségizett. Boltos-inas, kertész, festőmunkásként dolgozott a kolozsvári Íris porcelángyárban, közben látogatta a Képzőművészeti Iskolát, majd a nagyenyedi Bethlen Kollégiumban szerzett tanítói oklevelet 1934-ben. Előbb Zilahon tanított, majd Désen telepedett le, nyári szüneteit a nagybányai Szabad Festőiskolában töltötte Ziffer Sándor mellett. 1938-ban két albumban jelentkezett linóleummetszeteivel. 1941-ben részt vett a Barabás Miklós Céh fiataljainak kolozsvári tárlatán, s ettől fogva az ország minden részében szerepelt önálló vagy kollektív kiállításokon. 1969-ben tanulmányutat tett Olaszországban, úti beszámolóit a Korunk, Utunk, A Hét közölte.
Alakos tájfestészete – elsősorban Dés megjelenítésével – megszerezte számára az "erdélyi Brueghel" elnevezést, életrajzírója, Jánosházy György a modern festészet nagyjai közül inkább Chagallhoz hasonlítja, Jagamas Jánosról és Varró Dezsőről készített portrét. Nagy Olga széki népmesegyűjteményéhez szánt illusztrációi körül élénk vita támadt, az Ifjúsági Könyvkiadó visszautasította, az Utunk és a Korunk leközölte a rajzokat s a művész védelmére kelt.
Önarckép főcímmel megjelent munkája (1982) a szerző ajánló sorai szerint "nem időrendbe szedett önéletrajz, inkább mozaikok sorozata egy gyermek festővé válásáról, majd a festő életútjáról, amely egyáltalán nem mondható rózsákkal – inkább tövisekkel – kirakottnak..." A munka első része kor megjelenítő erejével a hagyományos erdélyi emlékirat sajátosságait mutatja fel, a továbbiakban az erdélyi magyar művészeti életnek s a szerző külföldi utazásokon szerzett képzőművészeti élményeinek dokumentuma.
A Romániai Képzőművészek Országos Szövetségének, majd az 1990-es évek első felében újjászerveződő Barabás Miklós Céh tagja.

## Kötete
- Önarckép azaz lelátás hat évtized tetejéről (1982).

## Díjak, elismerések
- Az Erdély Művészetéért Alapítvány Díja (1989)